# Kanada na Letních olympijských hrách 1948
Kanada se účastnila Letní olympiády 1948 v Londýně. Zastupovalo ji 118 sportovců (100 mužů a 18 žen) v 13 sportech.

## Medailisté
| Medaile | Jméno                                                | Sport      | Soutěž                 |
| ------- | ---------------------------------------------------- | ---------- | ---------------------- |
| Stříbro | Douglas Bennett                                      | Kanoistika | Muži C-1 1 000 m       |
| Bronz   | Norman Lane                                          | Kanoistika | Muži C-1 10 000 m      |
| Bronz   | Viola Myers Nancy MacKay Diane Foster Patricia Jones | Atletika   | Ženy štafeta 4 × 100 m |